# Justus Cronenbold
Justus Cronenbold (* 27. März 1897 in Groß-Zimmern; † 8. April 1977 in Worms) war ein deutscher Pädagoge und Politiker (SPD).

## Leben und Beruf
Nach dem Besuch der Volksschule und dem Abitur am Ludwig-Georgs-Gymnasium Darmstadt war Cronenbold 1915 bis 1918 Kriegsteilnehmer. Danach absolvierte er ein Lehrerseminar, das er 1920 mit der ersten und 1921 mit der zweiten Lehrerprüfung beendete. Anschließend arbeitete als Volksschul- und Berufsschullehrer. Des Weiteren vollzog er eine Gewerbelehrerausbildung, die eine Lehre als Bäcker mit abschließender Gesellenprüfung beinhaltete. 1928 nahm er ein Studium der Pädagogik, des Staatsrechtes sowie der Volks- und Betriebswirtschaft an der Johann Wolfgang Goethe-Universität Frankfurt am Main auf, das er 1931 mit der Prüfung als Gewerbeoberlehrer beendete. Von 1932 bis 1945 war er als Gewerbeoberlehrer in Worms tätig. Im Zusammenhang mit dem Attentat vom 20. Juli 1944 (Aktion Gitter) wurde er kurzzeitig verhaftet. 1945 wurde er Stadt- und Kreisschulrat in Worms.

## Politik
Cronenbold trat 1927 der SPD bei. 1933 wurde er Mitglied der NSV, 1934 des NSLB. 1942 stellte er einen Aufnahmeantrag für die NSDAP (angemeldet durch den Reichsluftschutzbund Kreis Worms). Dieser Antrag wurde am 30. Juli 1943 wegen der politischen Betätigung für die SPD vor 1933 abgelehnt. Am 3. Juli 1947 endete sein Entnazifizierungsverfahren mit der Einstellung des Säuberungsverfahrens durch den Untersuchungsausschuss Worms-Stadt.
Cronenbold war seit 1945 Ratsmitglied der Stadt Worms und Kreistagsmitglied des Kreises Worms. Er gehörte 1946/47 der Beratenden Landesversammlung von Rheinland-Pfalz an und war anschließend bis zu seiner Mandatsniederlegung am 29. Mai 1951 Mitglied des Rheinland-Pfälzischen Landtages. Im Landtag war er Mitglied im Verfassungsausschuss, Agrarpolitischen Ausschuss, Hauptausschuss und Kulturpolitischen Ausschuss. Für ihn rückte Franz Adamo in den Landtag nach.